# Urm
Urm fou un antic districte a la regió de l'Azerbaidjan Iranià esmentat per al-Baladhuri, Ibn al-Fakih, Yaqut al-Hamawi i Ibn Khurradàdhbih. Aquest darrer situa la població d'Urm entre al-Badhdh (que estava a la riba d'un afluent de l'Araxes al nord d'Ardabil) i Balwankaradj. Encara que la situació exacta no es coneix els experts pensen que estava al Karadja Dagh, prop d'Ahar (Iran), avui a l'Azerbaidjan Iranià. Fou conquerit per Saïd ibn al-As, enviat a la conquesta de l'Azerbaidjan i que va atacar terres de Mukan i Gilan entre 650 i 655. Una part de la població civil es va refugiar de l'atac a Urm i Balwankaradj. El cap de la resistència a la zona fou penjat a la fortalesa de Badjarwan a 100 km al nord d'Ardabil.